# Kraśnik
Kraśnik là một thị trấn thuộc huyện Kraśnicki, tỉnh Lubelskie ở đông-nam Ba Lan. Thị trấn có diện tích 26 km². Đến ngày 1 tháng 1 năm 2011, dân số của thị trấn là 35262 người và mật độ 1351 người/km².